# Ducasse de Mons
Pour les articles homonymes, voir Ducasse.
La Ducasse de Mons ou Doudou est une fête locale basée sur des traditions ancestrales qui a lieu tous les ans, le week-end de la Trinité, à Mons en Belgique, ville située dans la province de Hainaut (Région wallonne). On l'appelle souvent le Doudou, d'après le nom d'un air traditionnel que l'on joue durant les festivités
Depuis 2005, la Ducasse de Mons est reconnue comme l'un des chefs-d'œuvre du patrimoine oral et immatériel de l'humanité par l'UNESCO (Liste des Géants et dragons processionnels de Belgique et de France) et compte parmi les chefs-d’œuvre du Patrimoine oral et immatériel de la Fédération Wallonie-Bruxelles.

## Histoire
L'origine de la fête remonte au Moyen Âge. Ses origines sont difficiles à fixer avec exactitude. Elle est attestée depuis le XIIIe siècle(la première mention connue date de 1248). Il s'agit d'une procession en l'honneur de la patronne de la ville.
Une tradition tenace mais erronée, en fait une procession de peste. De fait, le 7 octobre 1349, la région subissant une épidémie de peste, la fameuse peste noire, les autorités organisèrent une procession des reliques de sainte Waudru, patronne de la ville et de la collégiale montoise : elles furent amenées dans un char jusqu'aux bruyères de Casteau, à l'emplacement actuel du SHAPE, et furent réunies avec les reliques de saint Vincent de Soignies, époux de Waudru. L'épidémie cessa. Le miracle fut attribué à sainte Waudru et on décida de répéter la procession tous les ans.
En 1349, sa date est définitivement fixée au dimanche de la Trinité. Les compagnies bourgeoises firent le « Lumechon » de 1356 sur la Grand-Place devant le roi Jean le Bon. La Confrérie « Dieu et Monseigneur Saint-Georges » apparaît en 1376, sous l'impulsion de Guillaume III de Hainaut. Ses statuts sont fixés en 1380. À partir de cette date, cette confrérie participe au cortège. Elle est constituée de membres de la noblesse, du mayeur et des échevins. En 1440, elle inclut à la procession un mystère, reconstitution du combat de saint Georges contre le dragon. La popularité de saint Georges dans la région est due à l'interférence de l'histoire du saint avec une légende locale, celle de Gilles de Chin. On prétend en effet que celui-ci tua un monstre dans les marais de Wasmes au XIe siècle. Le dragon serait en fait un crocodile de Libye ou d'Égypte tué par le chevalier lors de la première croisade.

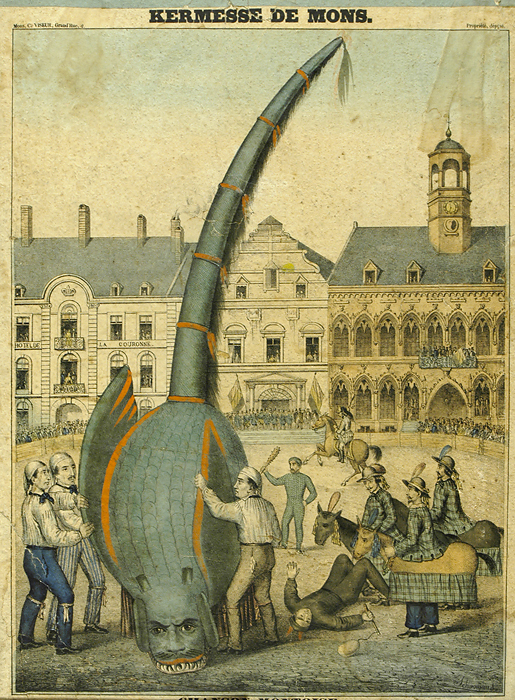
Gravure du XIXe siècle montrant le combat de saint Georges et du dragon

Les comptes de 1490 des chanoinesses du chapitre de Sainte-Waudru mentionnent une aide apportée à la confrérie pour des frais se rapportant à la représentation du mystère de la vie de saint Georges. Un dragon figure dans la procession de la Trinité mais est probablement légèrement antérieur[réf. nécessaire]. En 1597, le monstre est animé par un seul porteur qui agite sa queue. Une pucelle conduit le monstre avec collet et poignée. Celle-ci disparaît au cours du XVIIIe siècle. Les « Chins-chins », sortes de chevaux-jupons, vêtus d'une étoffe d'ameublement voient leur nombre varier de trois à huit. En 1704, des diables prennent part au combat. Ils sont trois en 1713. Deux hommes sauvages sont signalés en 1723. Douze ans plus tard, la queue du monstre est garnie des crins de cheval qui sont aujourd'hui l'objet de la convoitise de la foule comme porte-bonheur. Le terme « carmesse » se substitue à celui de « procession ».
En 1786, le combat est supprimé à la suite de l'édit des kermesses promulgué par l'empereur Joseph II d'Autriche. Autre vicissitude, les révolutionnaires français suppriment le jeu en 1794. Le Concordat de 1801 rétablit la procession et le combat. Celui-ci sera exclu de la procession en 1819 à la suite des mesures prises par le roi Guillaume Ier des Pays-Bas. Les acteurs attendent la fin de la procession au chevet de la collégiale et effectuent le combat sur la Grand-Place.
La tradition se maintient durant le XIXe siècle et le XXe siècle avec plus ou moins de bonheur. C'est vers 1930, sous l'impulsion du chanoine Edmond Puissant, que la procession reprend de sa vigueur grâce à la création de nouveaux groupes et à un renouvellement des costumes. Entre 1973 et les années 2000, le jeu est revu et structuré dans le sens de la diégèse par Georges Raepers, avocat près le barreau de Mons.
En 1957, plusieurs étudiants baptisés de la FPMs (Faculté Polytechnique de Mons) dérobent le dragon dans la nuit qui précède le jour du combat. Celui-ci fut retardé de quelques heures mais eu tout de même lieu. Quelques années plus tard, ces mêmes étudiants ont présenté leurs excuses en s'agenouillant devant l'hôtel de ville.

## Déroulement
La Ducasse consiste en deux « jeux » : le « Jeu de sainte Waudru » et le « Jeu de saint Georges qui combat un dragon ».
La Ducasse, comme l'appellent les Montois, s'étend sur plusieurs jours.
Le samedi avec la descente de la « Châsse de Ste Waudru ».
Se poursuit le dimanche avec un cortège « folklorique » en costumes d'époque représentant les métiers, les confréries et les paroisses de la ville.
Après le cortège, a lieu le combat dit « Lumeçon ». C'est un simulacre de combat entre St Georges et un Dragon qui terrorisait la région au Moyen Âge.
Le lundi est consacré à plusieurs manifestations, braderie, musiques militaires.
Le mardi est consacré à des jeux populaires.
Et avant 2008, habituellement le mercredi, un petit combat du lumeçon (celui des enfants) avait lieu au Waux-hall (un grand parc public montois). Il se déroule désormais le dimanche sur la grand-place.

### Le Jeu de sainte Waudru

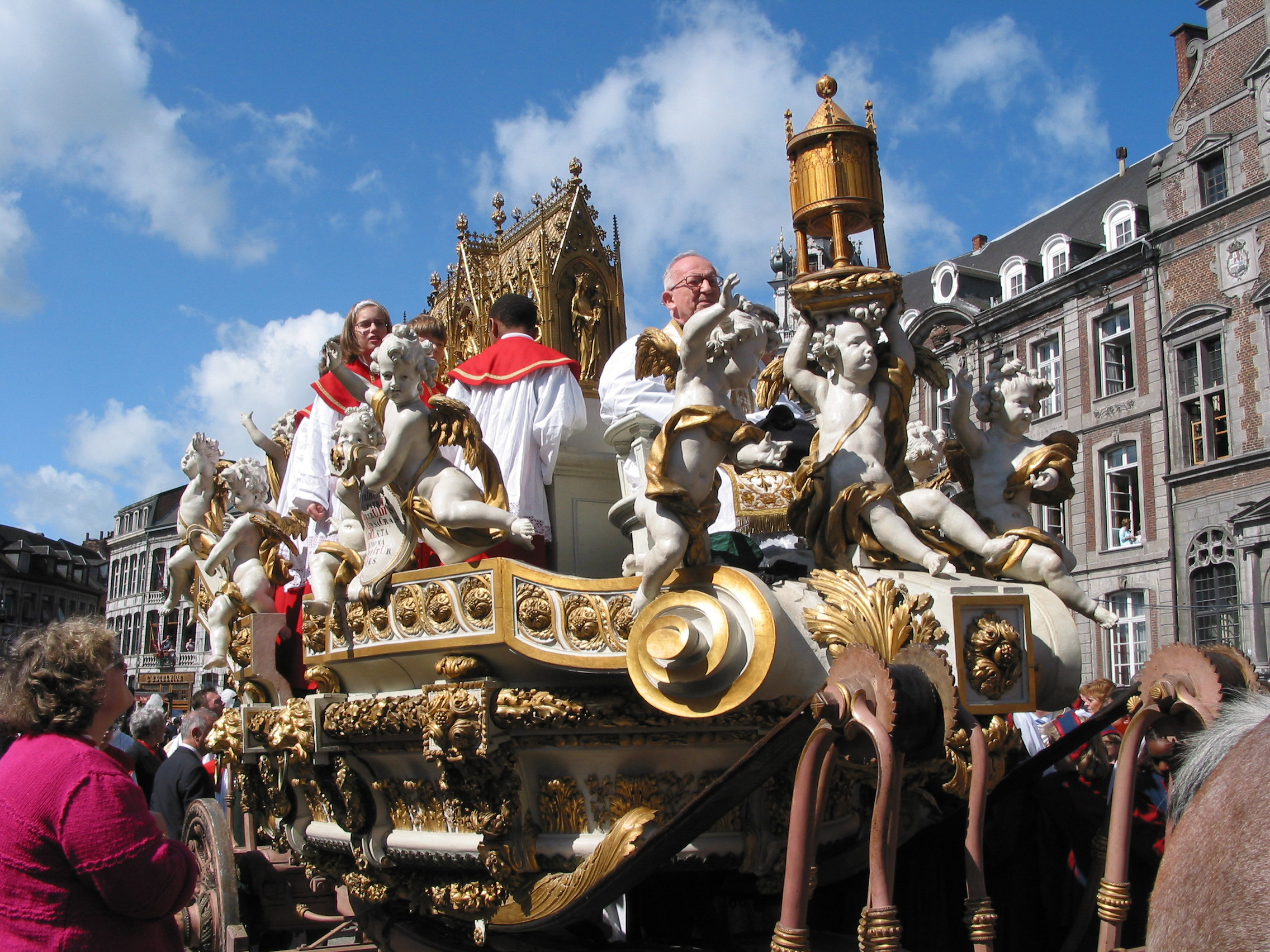
Arrivée du Car d'Or sur la Grand-Place.

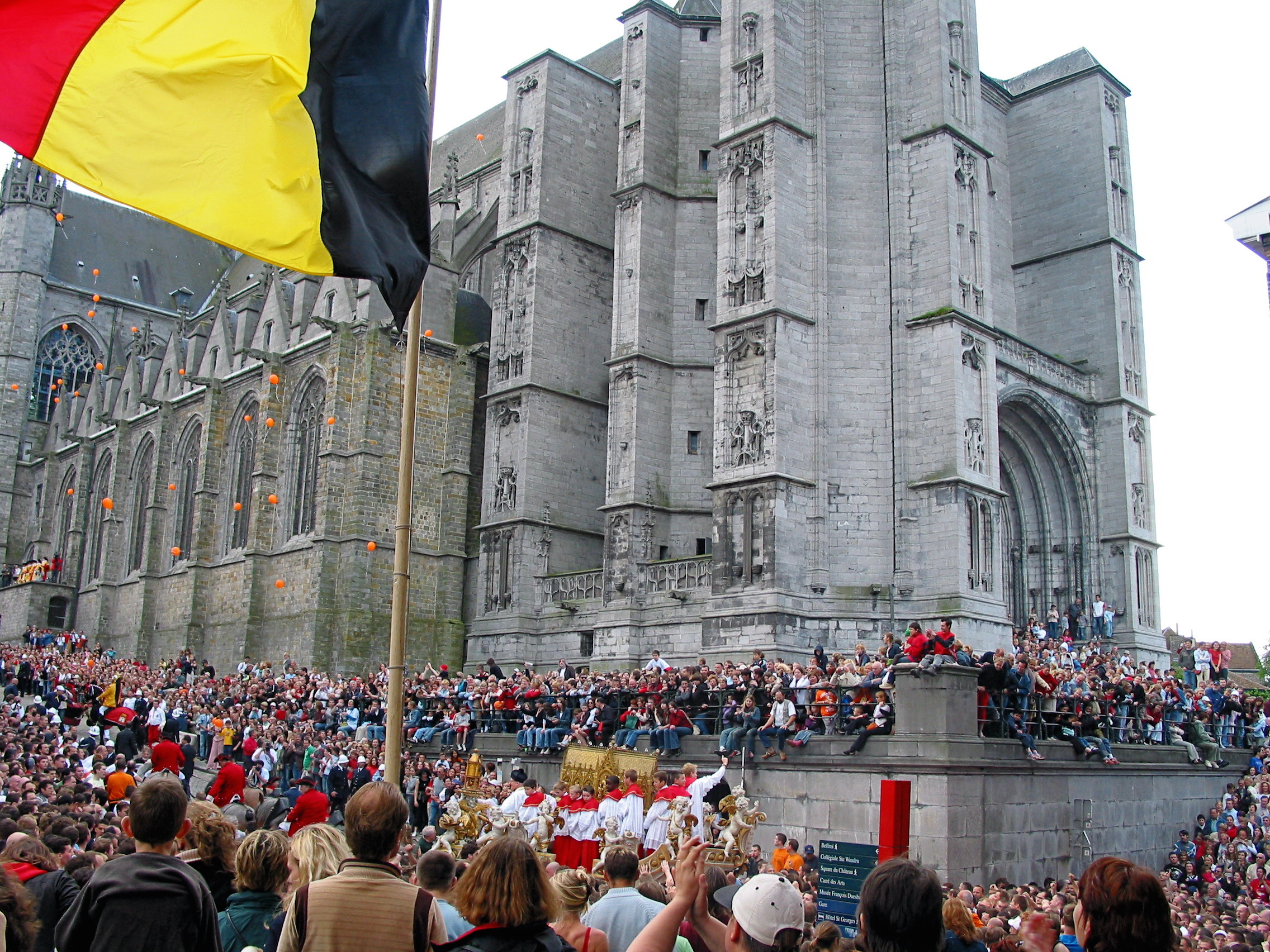
Remontée du Car d'Or dans la rampe Sainte-Waudru.

Le Jeu de Sainte Waudru se compose des actes suivants :

#### La descente de la châsse de sainte Waudru notre sainte à nous

##### L’infrastructure et les éléments matériels
Dans le fond du chœur de la collégiale se trouve le maître-autel. Le chœur est entouré du déambulatoire, suivant l’agencement classique des églises gothiques. La châsse est posée dessus durant toute l’année sur un brancard de bois suspendu à des poulies à la voûte médiane du fond du chœur.
La châsse est un coffre cuivré datant de 1887 réalisé par l’orfèvre liégeois Wilmotte. De style néo-gothique, elle représente un édifice religieux symétrique, dépourvu de chœur, dont l’axe pourrait être implanté au milieu du transept. Sur tout son pourtour sont représentés les apôtres et Jésus, représenté deux fois, en Salvator Mundi et dans les bras de la Vierge, et la famille que composaient Waudru, Vincent, leurs deux filles, Madelberte et Aldetrude, et leurs fils, Landry et Dentelin. Waudru doit rester tournée vers le public.
La châsse a été ouverte plusieurs fois, selon la procédure de droit canon, qui exige la présence d’un évêque. La dernière cérémonie a donc été présidée par Mgr Jean Huard, évêque du diocèse de Tournai, en 1997. Plusieurs linceuls ont été découverts, des parchemins ainsi que des restes de plusieurs femmes que la datation estime au VIIe siècle, celui de Waudru.
Un autre reliquaire existe, celui du Chef de sainte Waudru (ici, chef signifie tête), qui la montre en buste, coiffée d’une couronne qui sera garnie de roses rouges offertes par le Bourgmestre.

##### La cérémonie
À vingt heures, le samedi de la Trinité, après la messe vespérale et le concert des chorales, la cloche du chœur retentit. Aussitôt, les grandes orgues, timbales et trompettes entonnent le Trumpet voluntary de Purcell, tandis que le bourgmestre et des élus locaux entrent dans la collégiale par les grandes portes de la base de la nef. Ils sont rejoints et suivis par un cortège venant de la sacristie par le collatéral sud, avec dans l'ordre le suisse coiffé d'un bicorne, sa hallebarde posée sur l’épaule ; puis des enfants de chœur portant la croix de Bourgogne, les pages de Roland de Lassus, les chanoinesses en costume de chœur du XVIe siècle, les chanoines de Saint-Germain et le clergé de Mons et environs, présidé par son doyen.
Ce dernier invite alors les personnalités à l’accompagner dans le déambulatoire, afin d’assister à la lente descente de la châsse, suspendue toute l’année au-dessus du maître-autel.
Les chœurs chantent le Fortem Virili Pectore, chant grégorien de louange à sainte Waudru, et des litanies, tandis que le reliquaire descend doucement pour être ensuite fixé sur un brancard. Le doyen encense la châsse et, dans une chapelle voisine, le reliquaire du chef (tête) de la sainte.
Le cortège se reforme pour accompagner, par le collatéral puis la nef, les deux reliquaires escortés par les hallebardiers.
Quand les pages de Roland de Lassus ont pris place dans le chœur, et que les chanoinesses et les chanoines de Saint-Germain ont gagné les stalles, les deux reliquaires sont déposés sur des tables à la croisée du transept.
Le doyen lit alors solennellement le panégyrique de sainte Waudru :
Il est alors temps de confier la châsse à la garde du bourgmestre. Le doyen s’exprime le premier :
« Monsieur le bourgmestre, Mesdames et Messieurs les échevins, voici, nous avons procédé à la descente du corps saint de Madame sainte Waudru et nous avons l’intention de le processionner en la cité. Nous vous prions et demandons, ici-même, d’en assurer la protection, afin que nul mal ni inconvénient lui advienne dedans la cité, mais veillerez à ce que sain et sauf il soit remis et rapporté en ce lieu-ci, dont il est à présent remis et confié à votre loi et pouvoir. »
Le bourgmestre répond immédiatement :
« Monsieur le doyen, Messieurs, nous avons répondu à votre invitation et avons bien ouï et entendu votre requête. Nous acceptons volontiers la garde du corps saint de Madame sainte Waudru, et, depuis qu’il sera hors de cette église jusqu’à rentré y sera, nous ferons notre loyal pouvoir de l’aider et garder, sans coût ni frais, pour qu’il ne coure aucun danger ni péril en cette ville. »
À peine le bourgmestre a-t-il terminé sa réponse que les grandes orgues, timbales et trompettes entonnent la musique du Doudou, tandis que les chœurs et la foule présente en chantent les paroles tout en battant des mains dans un enthousiasme délirant.

#### La sortie du Car d'Or
Cette « Procession historique et multiséculaire du Car d'Or » date de 1349. Le dimanche matin, après la messe, la châsse est placée sur le Car d'Or (char d'apparat datant de 1780) ; Saint Georges et les personnages du Lumeçon vont de l'hôtel de ville à la collégiale, où ils sortent le Car d'Or et le placent le long du chœur.
Le Car d'Or est tiré par des chevaux de trait et porte les reliques de la sainte lors de la procession qui s'est enrichie au fil des ans de groupes historiques représentant entre autres les guildes des différents artisans de la ville. Le Car d'Or transporte également quelques enfants de chœur et un prêtre chargé de lire un miracle de sainte Waudru à plusieurs endroits stratégiques de la procession. Soixante groupes le précèdent : confréries, rappels historiques de Mons, etc.
La procession se termine par la remontée de la rampe Sainte-Waudru, une ruelle de vieux pavés mal ajustés et très pentue (pente de l'ordre de 20 %). Le Car d'Or étant très lourd (estimé par l'IRPA à quatre tonnes environ), il y a à chaque fois un risque qu'il ne puisse monter. La légende dit que si le Car d'Or n'arrive pas en haut de la rampe Sainte-Waudru d'une seule traite, un grand malheur s'abattra sur la ville dans l'année. Le Car ne serait pas monté en 1914[réf. nécessaire] et en 1940 (en fait, la procession avait été annulée)[réf. nécessaire]. Le public aide donc. Il n'est pas monté non plus en 2020 ni en 2021 (annulation causée par la pandémie du COVID-19).
Saint Georges précède le Car d'Or dans la montée de la rampe. En réalité, un seul cheval de trait peut tirer tout le poids mais on en met plusieurs pour compenser la fatigue.

#### La remonte de la châsse
Le dimanche suivant, la châsse est remise à sa place au-dessus du maître-autel de la collégiale. La cérémonie est presque la même que le samedi précédent mais plus courte et simplifiée.

### Le Jeu de saint Georges

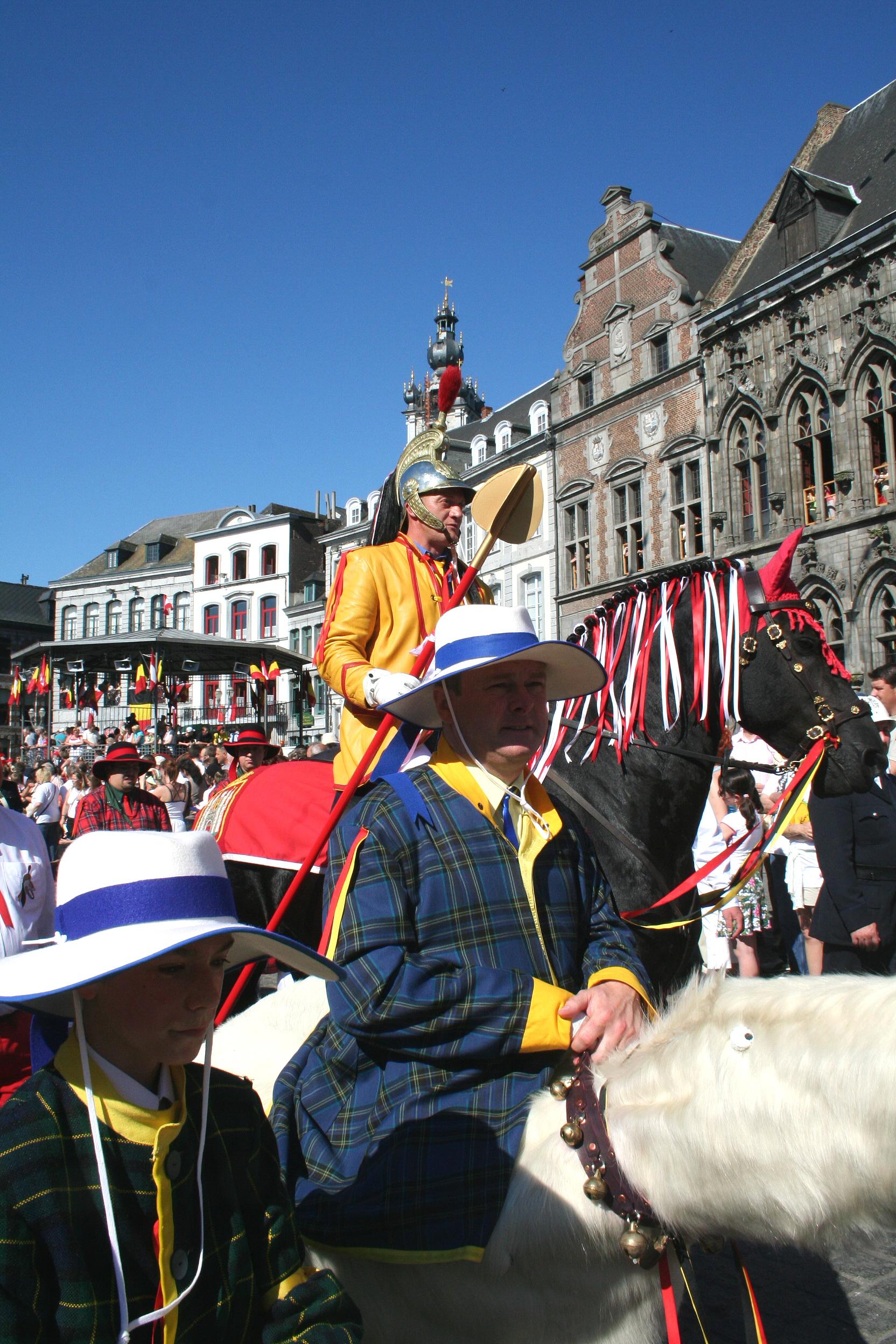
Saint Georges et son Chinchin protecteur accompagné de celui du petit Lumeçon.

Le Jeu de Saint Georges est la reconstitution du combat de saint Georges contre le dragon. Ce combat est également appelé Lumeçon et constitue l'apogée de la Ducasse de Mons.
Le mot Lumeçon signifie limaçon. On désignait jadis sous ce nom certains spectacles équestres en raison des mouvements circulaires des cavaliers.

#### Les personnages
Les personnages sont au nombre de 44 et sont complétés par deux personnages féminins qui ne font pas partie de la diégèse. Ceux-ci sont incarnés par des femmes rousses car le roux est symbole de renaissance et de puissance. Leur apparition soudaine en 2001, dans un milieu d'hommes a choqué beaucoup de gens, notamment chez les Montois cayaux.
Ils portent tous, hormis saint Georges, des chaussures "peu confortables" blanches qui deviennent vite jaunes au cours du combat, à cause du sable du Rond.

##### Saint Georges
Le héros est vêtu d'une casaque jaune bordée de rouge, d'une chemise bleue, de gants blancs, de collants de cavaliers blancs et de bottes noires. Il porte un casque de cuirassier belge de 1845 (rarissime car les cuirassiers belges n'ont pas été légion) : cimier cuivré, plumet rouge et queue de cheval à la nuque. Il porte des rubans rouges sur sa casaque, aux épaules et aux coudes, et la ferme avec des rubans aux couleurs de la Belgique. Pour des raisons d'esthétique, on intervertit l'ordre des couleurs : de noir jaune rouge, on place les rubans en jaune, rouge et noir car le noir en face est assez triste. Sa cravate est jaune.
Son cheval est couvert d'une schabraque rouge aux armoiries de Mons, de part et d'autre de la croupe. Des fausses rênes sont ajoutées à la dernière minute, il s'agit de rubans rouge et jaune. La crinière est tressée de pompons à fins rubans alternativement rouges et blancs. Les oreilles et le front du cheval sont cachés par une cagoule rouge.
Armé d'une lance qui se brise, d'un sabre inefficace et de deux pistolets (un s'enraye et l'autre fonctionne), il essaie de purifier le dragon ; c'est l'ordre contre le désordre, le bien contre le mal… Le deuxième coup de feu qui atteint sa cible arrête le Dragon.
Si toutes les couleurs de saint Georges sont les couleurs célestes, il chevauche un cheval noir pour symboliser la part de mal qui existe en chacun.

##### Les armes
Quatre types de lances sont nécessaires pendant la ducasse, chacune a une fonction particulière.
- La lance de combat

Rouge à pointe dorée, elle est la plus courante. La dorure de la pointe ne sert pas à symboliser le métal mais la lumière purificatrice car saint Georges ne « tue » pas le dragon, il fait rentrer la lumière pour le purifier.
- La lance inversée

Utilisée pendant la descente de la rue des Clercs, elle symbolise la force sauvage de saint Georges. Il y renoncera dans le bas de la rue des Clercs pour trouver une solution moins brute que l'estocade pure et simple, c'est pourquoi il change de lance pour celle décrite ci-dessus.
La pointe rouge symbolise le sang versé qui tache le métal. Il s'agissait de l'ancien modèle de lance de combat mais il a été changé pour laisser place à l'actuel.
- La lance noire et blanche

Peu courante aussi, elle symbolise l'équilibre des forces, le début et la fin. En effet, c'est la lance qui inaugure le Lumeçon par le cortège du magistrat du samedi soir et c'est celle qui le termine aussi après le coup de feu final, pour la rentrée à l'hôtel de ville.
- Le sabre

Utilisé en remplacement des lances brisées, elle est l'arme des phases de pommeau. Confiée par la Ville, elle termine le combat en salut au public et au balcon de l'hôtel de ville. Il est remis au maïeur à la fin du salut. Il s'agit d'un sabre de cavalerie à deux anneaux de fixation à la selle. Il en existe plusieurs mais il semble que la Ville n'achète que des sabres premier Empire en parfait état. Il a été offert à Georges Raepers à l'issue de son dernier combat en tant que réalisateur et son successeur a été offert à la veuve d'Aramis Tournay, mythique saint Georges. L'actuel est presque le même modèle.
- Le pistolet

Il y en a en fait deux, pour le scénario. Ils sont rangés dans un coffret, tête-bêche. Ce sont deux pistolets d'arçon, sans chambre, à chien rotatif en dessous duquel on place une amorce sur un seul des pistolets. Le policier maître artificier en est le responsable pendant le combat mais c'est le régisseur qui les a sous sa garde pendant la descente de la rue des Clercs. Ils sont entretenus chaque année par un armurier bien connu à Mons, surtout parce qu'il a été diable jusqu'au début des années 2000.

##### Les Chinchins
Appelés aussi Chins-Chins, ce sont les alliés naturels de saint Georges. Ils sont au nombre de douze. Habillés d'une veste en tartan à dominante de rouge au-dessus d'une chemise verte et d'un pantalon blanc, portant un chapeau à large bords noir, ils chevauchent une carcasse d'osier recouverte d'une peau de vache à la manière des chevaux-jupons. Elle représente un chien de manière très imagée d'où son nom, Chinchin qui serait la contraction de chien-chien. La peau de vache peut porter les trois couleurs noir, brun et blanc mais cette dernière ne doit pas être la seule présente. Le cou de la carcasse est garni d'un collier en cuir orné de dix grelots de tailles diverses et d'un sonnaillon au milieu, pendant vers les pavés.
Les Chinchins vont s'attaquer aux Diables en les traînant et en leur donnant un coup de museau. Ils iront aussi à la « curée » à chaque fois que le Dragon sera pris par le public, c'est-à-dire donner des coups de gueule sur le museau du Dragon. En trois temps, ils désarmeront les massues des Hommes de Feuilles et livreront au public les dernières vessies des Diables. Ils seront renversés par le Dragon à chaque changement de lance.
Les Chinchins représentent l'immaturité, le jeune adolescent et la flagornerie.

##### Le Chinchin protecteur
Élément à part entière, il ne compte pas parmi les douze Chinchins. C'est l'ange gardien de saint Georges. Pour se démarquer, il a un tartan à dominante de bleu, tout comme la jupette de sa carcasse. La peau qui recouvre cette dernière est entièrement blanche, raison pour laquelle les autres ne peuvent pas avoir une carcasse de cette couleur. Son chapeau est blanc.
C'est le Chinchin protecteur qui va chercher les lances pour saint Georges, à chaque fois que l'une est brisée. Il se fera renverser seul, une fois la dernière lance apportée. Quand Poliade lui remet une lance, il se fait attaquer par l'ensemble des Diables qui protestent de cette manière contre le renforcement de leur ennemi au détriment de leur allié. Il est toujours à la droite de saint Georges, place d'honneur, qu'il ne quitte que pour les phases citées précédemment.

##### Les Diables
Au nombre de 11, les Diables sont les alliés naturels du Dragon, mais représentant le Malin, ils ne le respectent même pas. En effet, l'étymologie du nom les pousse à toujours viser la séparation. Le nombre 11 n'est pas choisi un hasard car c'est 1+1 : la dualité.
Empreints de la plus totale immaturité et de l'absence de limites, ils sèment le trouble dans le Rond.
Leur costume est composé d'une salopette noire aux manchettes et au col blancs. Leur dos est recouvert d'une tête de Diable inspirée du dieu Pan, bouche ouverte en signe d'agressivité et à la pilosité hirsute. Deux têtes de diable de profil, plus stylisées et beaucoup plus petites, se regardant, ornent le devant du costume, juste en dessous des clavicules. Si la grande tête mesure environ 80 cm, les deux petites ne dépassent pas la quinzaine de centimètres. Elles sont là pour meubler le costume qui paraissait assez triste vu de face. Le dessin de chaque tête est inspiré d'un élément présent dans la Collégiale Sainte-Waudru.
Ils portent des rubans jaunes aux coudes et genoux et une cravate de ruban rouge. Ils enfilent un bonnet noir revenant légèrement en pointe sur la nuque arborant deux cornes rouges d'environ une dizaine de centimètres de haut.
Les anciennes salopettes sont recyclées pour le petit Lumeçon.
Ils brandissent une vessie de porc  avec laquelle ils taquinent les Chinchins et le public. Ils écouleront environ 15 vessies sur le combat et trois pendant la Descente de la rue des Clercs.
Ils sont les premiers à rentrer dans le Rond, en faisant au moins un cumulet ou une roulade. Ils seront les derniers à rester dedans, terminant la relation fusionnelle qu'ils ont nouée avec le public-participant depuis le début. Une fois dépouillés de leur dernière vessie par les Chinchins, ils distribuent du crin au public.
Au cours du combat, ils seront traînés par les Chinchins et taperont le sol avec leur vessie devant le cheval de saint Georges pour l'attaquer. Mais personne ne touche saint Georges. Ils décrivent un mouvement en forme de huit dans l'air avec leur vessie et sont extrêmement agiles et mobiles, ce qui fait que l'acteur doit être assez léger et pas trop grand.

##### Les Hommes blancs
Au nombre de 11, les Hommes blancs ne sont pas vraiment là. En effet, ils sont blancs pour symboliser leur invisibilité : ils font mouvoir le Dragon et représentent ses pattes. Ils sont habillés tout en blanc, chemise et pantalon, et ont une ceinture noire épaisse (ceinture de balle pelote) qui représente l'équilibre des forces, la part de mal de chacun. Ils ont un rôle fondamental car leur précision est nécessaire pour que le combat réussisse tant les phases exécutées sont délicates : pommeau, entrée dans l'arène, coups de queue et faux coups de queue, etc.

##### Les Hommes de Feuilles
Aussi appelés Hommes sauvages ou Sauvages (appellation plus vieille), ils soutiennent et gardent la queue du dragon. Ils sont au nombre de huit. Ils l'extirpent littéralement du public à chaque coup de queue. Ils sont habillés d'une veste et d'un pantalon verts recouverts de feuilles de lierre au nombre de 1 500 à 2 000 environ. Elles sont cousues à la main de fil noir, les jours précédant la Ducasse. Ils sont couverts d'un long chapeau conique retombant derrière la tête, portant des feuilles lui aussi. La chemise des Hommes de Feuilles est rouge comme les revers de leur veste, pour la théorie de l'inversion des couleurs, et leur cravate jaune, comme leurs rubans d'un côté du corps, les autres étant rouges. Leurs massues vertes à picots rouges complètent leur apparence pour leur donner les attributs de force et de puissance. Cette puissance s'amenuisera pendant le combat, ce qui sera représenté par l'enlèvement des massues par les Chinchins. Au fur et à mesure de leur effeuillage, les vestes dévoilent un dessin original d'une massue sur une feuille, sur la poche de poitrine et sur le dos.

##### Cybèle
Représentant la cité originelle, Cybèle, la mère des dieux, est habillée en jaune et noir, les couleurs du chapitre de sainte Waudru. Elle ranime les Chinchins renversés en touchant la carcasse de chacun d'eux. Elle donne les lances au Chinchin protecteur qui les apporte à saint Georges. Elle donne à ce dernier la lance noire et blanche, en fin de combat, afin de marquer le retour à l'équilibre et la continuité du cycle vers l'an d'après.
Elle possède un foulard, une tunique jaune et un pantalon noir. Les rubans sont jaunes sur le pantalon et noirs sur la tunique.

##### Poliade
Son nom vient du Grec ancien (on parle de divinité poliade, de Πολις) ; c'est la ville, mais aussi la société moderne que les femmes représentent. Elle remet les pistolets à l'officier, qui à son tour les donne à saint Georges. Elle distribue les canines du Dragon au public. On peut aussi obtenir son foulard. Ses rubans sont blancs et rouges, le blanc sur sa tunique rouge, le rouge sur son pantalon blanc.

#### Le Lumeçon

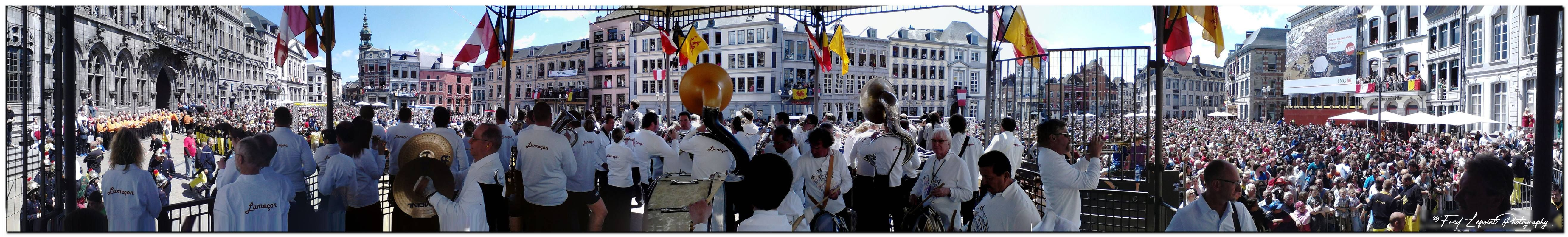
Vue de la Grand Place, du kiosque

Le combat dit Lumeçon a lieu chaque année sur la Grand Place de Mons, bien que cela n’ait pas toujours été le cas. Il se déroule le dimanche de la trinité et répond à un scénario bien précis et ponctué de nombreux éléments symboliques. Parmi eux, le fait que durant pratiquement tout le combat, Saint-Georges tourne dans le sens des aiguilles d’une montre (représentant le sens normal des choses) et le Dragon, dans le sens contraire. Le combat met en scène de nombreux personnages tels que « Saint-Georges et ses acolytes, les Chins-Chins ; le Dragon et ses alliés, les Hommes blancs, les Hommes de feuilles et les Diables. Mais également des personnages qui en sont plus récemment devenus des acteurs : Cybèle et Poliade, les pompiers et les policiers, auxquels il faut ajouter les écuyers de Saint-Georges et les porteuses de drapeaux », et également les autorités civiles et religieuses qui entourent la scène. Le combat est tout du long ponctué de différentes tentatives par Saint-Georges d’abattre le dragon à coups de lance, de sabre ou encore de pistolet, mais aussi de plusieurs renversement de Chins-Chins, d’attaques des diables à l’aide de leurs vessies de porcs, de coups de queues de Dragon et pommeaux. Un pommeau est une phase du jeu durant laquelle Saint-Georges tente de ramener le dragon dans le droit chemin, « lequel symboliquement est celui des aiguilles d’une montre. Il saisit la queue du dragon, la pose sur le pommeau de son cheval et réalise plus ou moins un tour dans le sens dit « normal » de l’évolution ». Durant tout le combat le public de la corde tente d’arracher du crin, pour leur porter chance. Ce dernier se termine par le coup de pistolet final, donné par Saint-Georges et visant le dragon qui s’écroule et est immédiatement évacué de l’arène.

##### Le combat dit: «petit Lumeçon»
Le dimanche après la Trinité a lieu, sur la Grand-Place depuis 2008, une réplique miniature du combat pour les enfants qui veulent faire comme les grands. Auparavant, le combat se situait au Waux-Hall. Des enfants de cinquième et sixième primaire des écoles de l'entité de Mons sont sélectionnés sur candidature afin d'interpréter les rôles traditionnels, encadrés par des vrais acteurs. Le nombre d'acteurs va bientôt atteindre les quarante-quatre, nombre du Lumeçon. Le Dragon est plus petit que celui du dimanche.
Les enfants du public sont répartis dans des zones autour de l'arène en fonction de leur taille, zones surveillées et encadrées par des acteurs ou des membres de l'organisation.
Au lieu de descendre la rue des Clercs qui ne peut se descendre qu'une seule fois dans toute la ducasse [réf. nécessaire], c'est la rue d'Enghien qui est utilisée.

##### La théorie de l'inversion des couleurs
Chaque acteur porte des couleurs différentes en dessous de son costume ou en rappel ou dans les moments du jeu de saint Georges différents du dimanche de la Trinité. Les couleurs inversées sont notamment celles des sweaters du samedi, portant le dessin des attributs et du rôle de chacun sur le devant.
C'est ainsi que les Diables portent des manchettes blanches, que les Hommes de Feuilles portent une chemise rouge, les Chinchins une verte, le protecteur une jaune, saint Georges une bleue (et aussi parce que c'était la seule couleur céleste que saint Georges ne portait pas), etc.
| Rôle                | Couleur(s)     | Couleur(s) inversée(s) |
| ------------------- | -------------- | ---------------------- |
| Saint Georges       | Jaune          | Bleu                   |
| Chinchin protecteur | Bleu           | Jaune                  |
| Chinchins           | Rouge          | Vert                   |
| Hommes de Feuilles  | Vert           | Rouge                  |
| Hommes blancs       | Blanc          | Noir                   |
| Diables             | Noir           | Blanc                  |
| Cybèle              | Jaune et noir  | Noir et jaune          |
| Poliade             | Rouge et blanc | Blanc et rouge         |
| dragon              |                |                        |

## Calendrier
La Ducasse de Mons se déroule le week-end de la Trinité (57 jours après Pâques). Cette fête peut être repoussée d'une semaine si des élections ont lieu ce week-end-là. Les dates auxquelles a lieu la fête sont donc mobiles. Elle commence le samedi, avec la Descente de la châsse de sainte Waudru et se termine le dimanche suivant par la remontée. Si la Ducasse dure huit jours, c'est parce que, comme toute fête religieuse médiévale, elle durait une heptade.

## Analyse ethnologique
Au 21e siècle, la fête est devenue une célébration identitaire, mettant en lumière entre autres le patois et les écrivains locaux, au cours de laquelle "les effets du respect collectif des règles du jeu sont souvent présentés comme résultant des vertus de l’identité montoise", par le biais d'un "rhétorique de la menace": les participants à la fête se plaisent à souligner qu'elle fait peu de blessés malgré le danger que représente une foule en mouvement et expliquent ce "miracle" par une discipline et une empathie collectives propres à Mons.

## Le vol du dragon
En 1957, des étudiants ont volé le dragon à la veille de la Ducasse et ont été le cacher dans une maison en construction des environs. Les autorités communales ont été prévenues par un message anonyme disant que « el biette était r'tournée à Wasmes », car les voleurs ne voulaient néanmoins pas empêcher le combat traditionnel d'avoir lieu. Le message n'a d'abord pas été pris au sérieux, puis, après vérification, il a bien fallu se rendre à l'évidence : « el biette avait disparu ! ».
Malheureusement, les indications pour retrouver le dragon devaient être approximatives, car il a fallu longtemps avant qu'il ne soit ramené à Mons. Le combat a commencé avec près d'une heure de retard, ce qui a provoqué un émoi considérable dans la ville. Ce n'est que des années plus tard que le pardon leur a été accordé par le bourgmestre.
L'identité des voleurs est restée inconnue de la plupart des Montois mais ils ne sont pas restés cachés longtemps. Abel Dubois, futur bourgmestre, devait en être mais s'est désisté.
Toute cette aventure, racontée par Ernest Carlier a fait l'objet d'une émission sur la télévision locale Télé MB en 1984.

## Le faux Car d'Or du 7 juin 2009

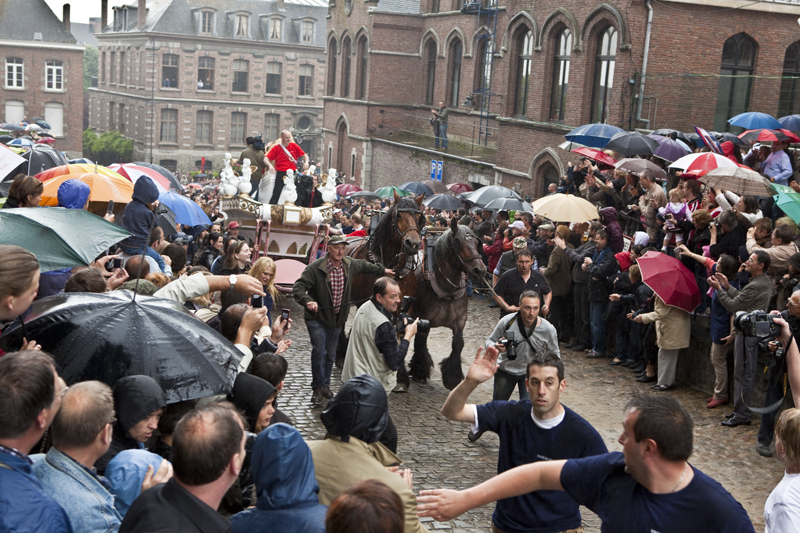
Montée du faux Car d'Or le 7 juin 2009.

Le 7 juin 2009, la Ducasse n'a pas eu lieu pour cause d'élections européennes. Elle a été reportée au dimanche 14. La montée du Car d'Or a toutefois eu lieu (presque) comme prévu ! Un particulier, Jean-Michel Maurage, a construit à ses frais une réplique grandeur nature du char et, sous une pluie battante, à l'heure prévue selon la tradition, le char s'est élancé, tiré par deux chevaux au lieu des six habituels vers le haut de la Rampe Sainte Waudru. Prévenus par le bouche à oreille, de nombreux Montois et la presse sont venus assister au spectacle improvisé qui a remporté un grand succès.

## Annulation des éditions 2020 et 2021
À la suite de la pandémie du Covid-19 les festivités du Doudou 2020 et 2021 ont été officiellement annulées mais les dimanches de ces années avait eu lieu une cérémonie commémorative pour le jour du combat.

## Cinéma
- La Ducasse de Mons d'Antoine Castille et A. d'Armentières (1926)
- Processions et carnavals / Processies en karnavals de Charles Dekeukeleire (1936)
- actualités Regards sur le monde - 1957 / 25 ; anonyme (mai 1957)
- Fêtes de Belgique : Les Blancs Moussîs de Stavelot et la Ducasse de Mons de Henri Storck (1971)

### Télévision
- Le dragon dans la ville (1980) d'Alexandre Keresztessy[21], tourné en 1978 et 1979

## Palmarès des Saint-Georges
Ont incarné le rôle de Saint-Georges :
- 2010-: Olivier Tournay, cousin du précédent[22].

- 1999-2009: Frédéric Tournay, fils du précédent[23].
- 1984-1998: Jimmy Tournay, fils du précédent[24],[25].
- 1954-1983: Aramis Tournay (1926-2007) [26]
- 1928-1952: Edmond Anson[22]

Ont incarné le rôle de Saint-Georges au « petit Lumeçon » (ou « Doudou des enfants ») :
- 2023-2025: Romain Jaunart, frère du précédent
- 2017-2022: Hugo Jaunart[27].
- 2009-2016: Victor Tournay, fils d'Olivier[28],[29].

## Galerie

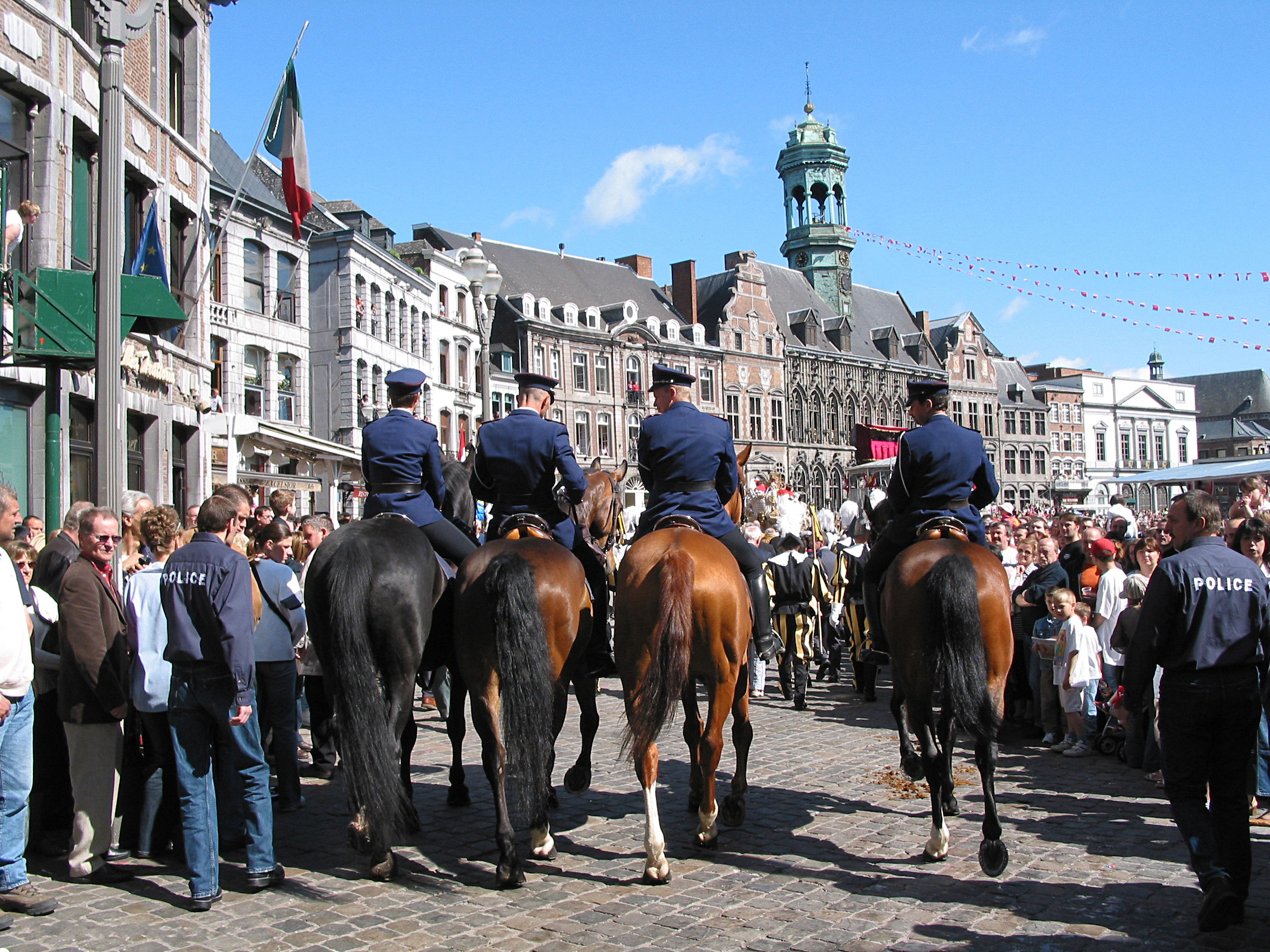
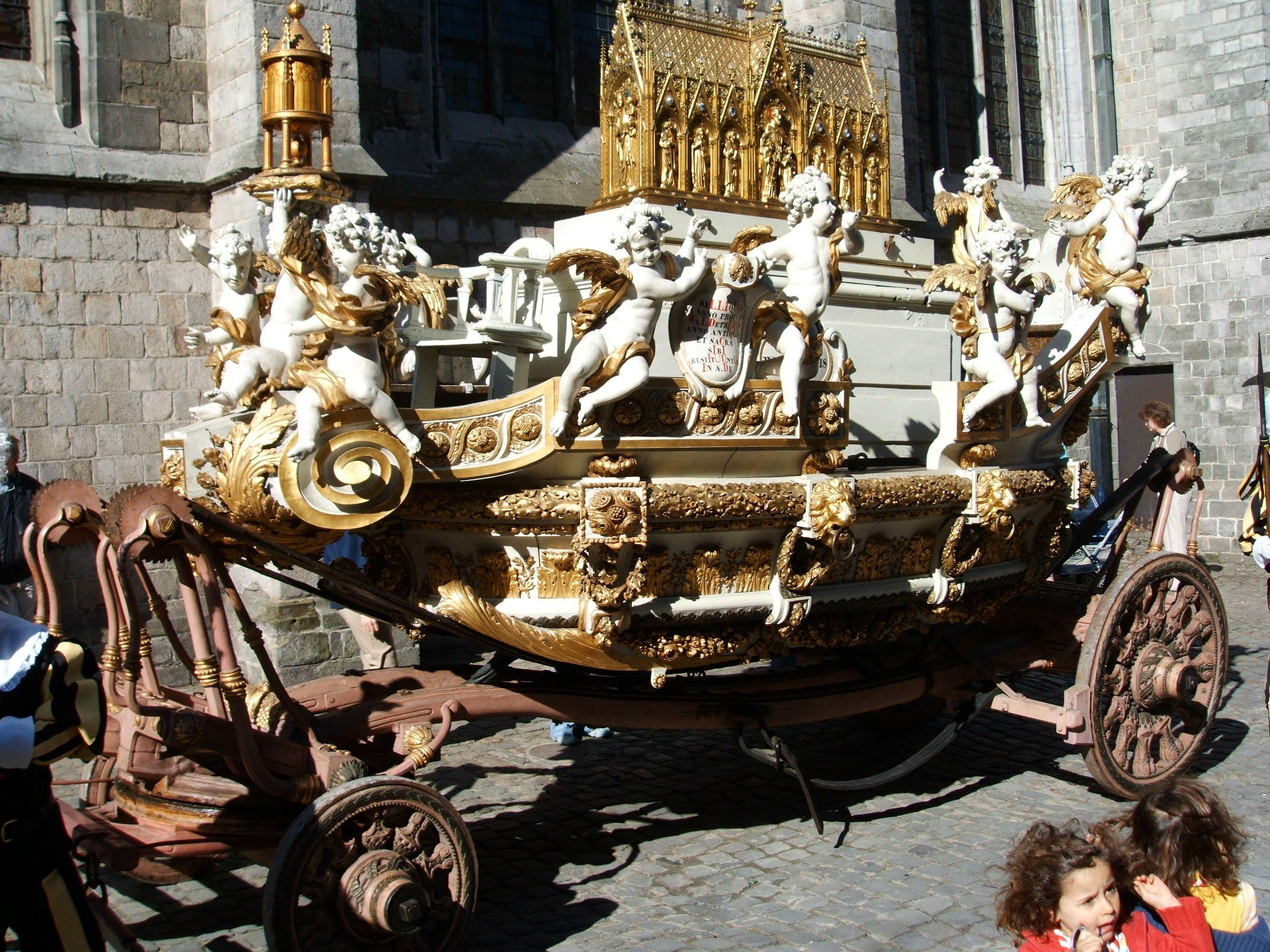
Le Car d'Or et la châsse.
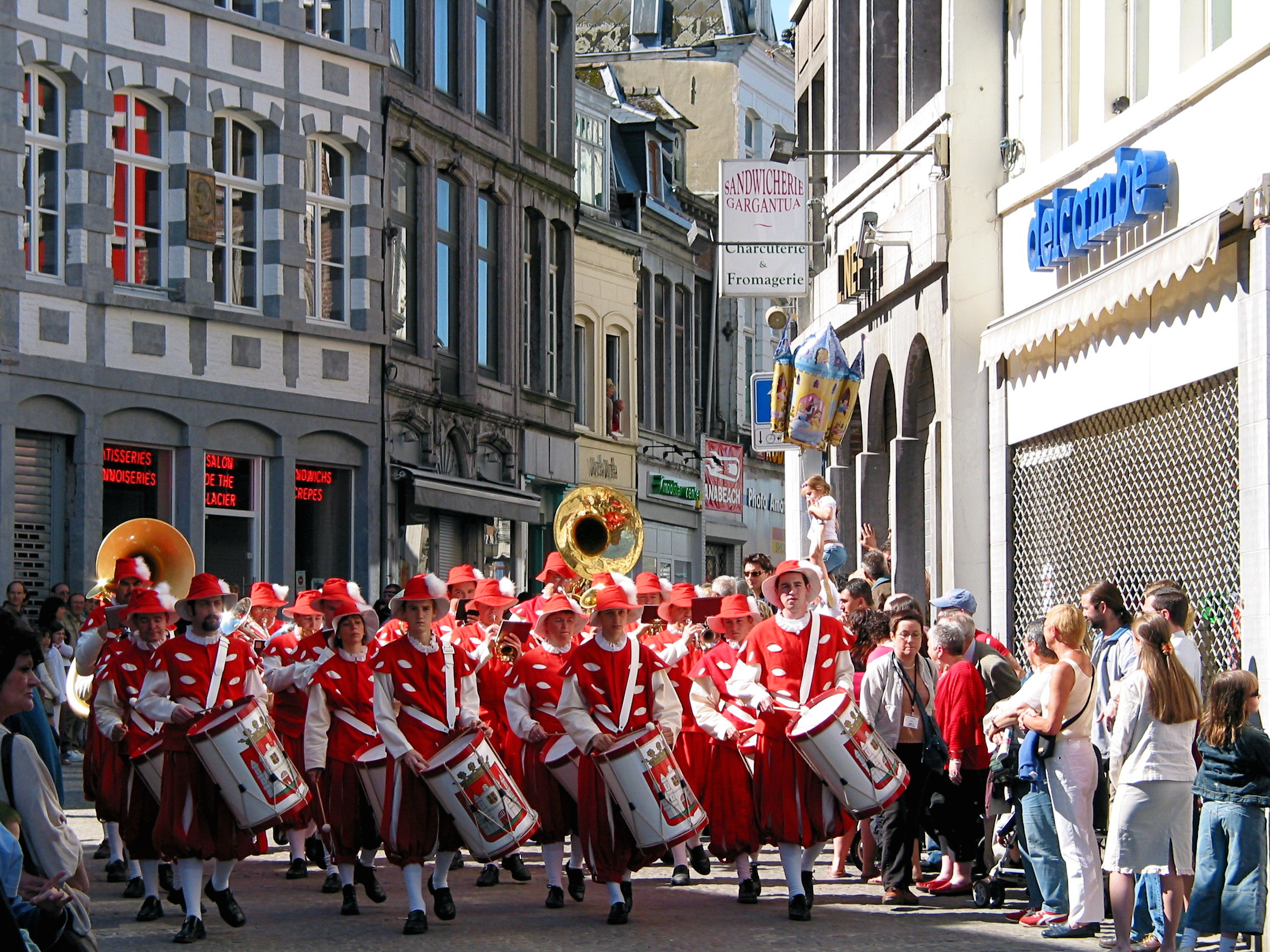
Pavane Nouvelle - Mons St Georges Brass Band.
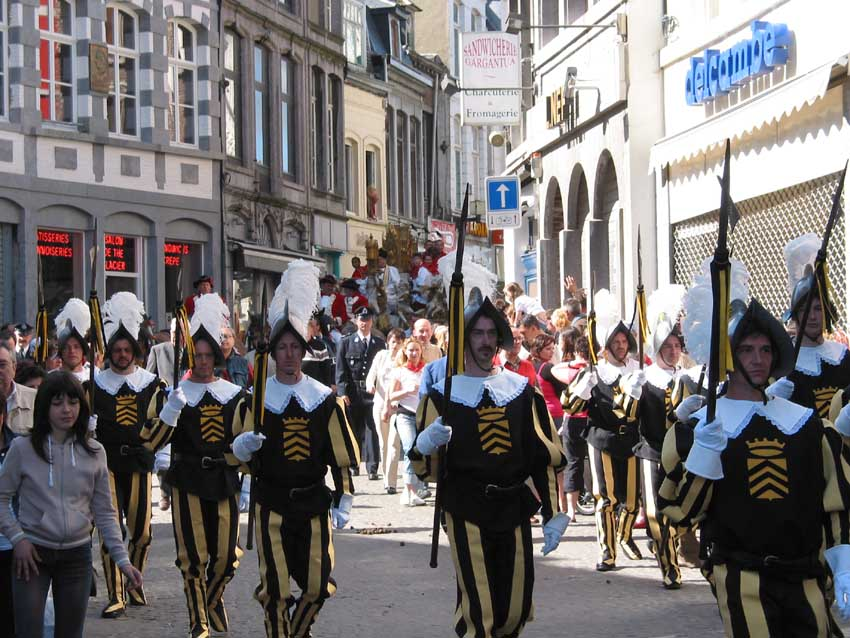
Les hallebardiers précédant le Car d'Or.
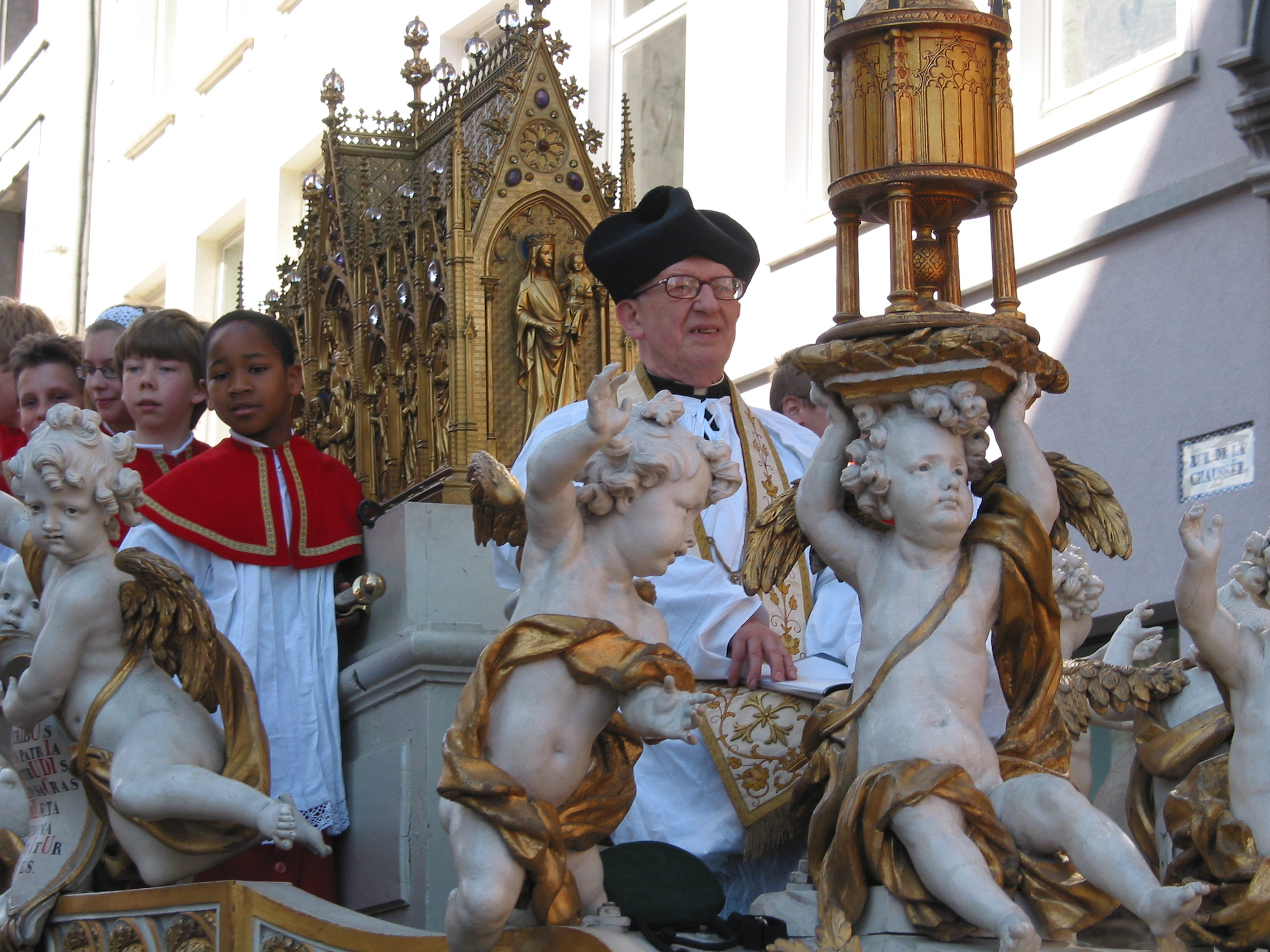
Le Car d'Or.
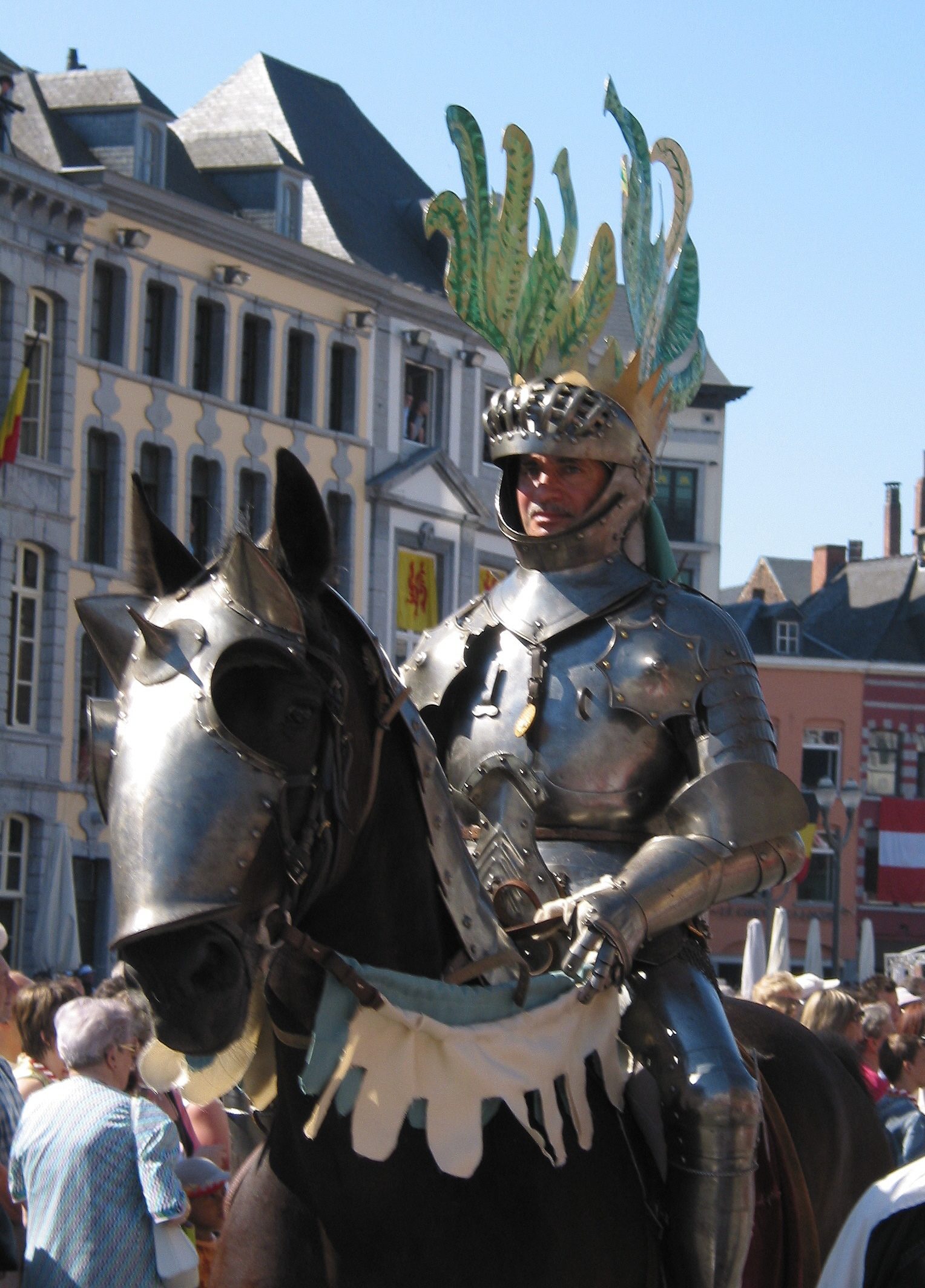
L'Homme de fer.
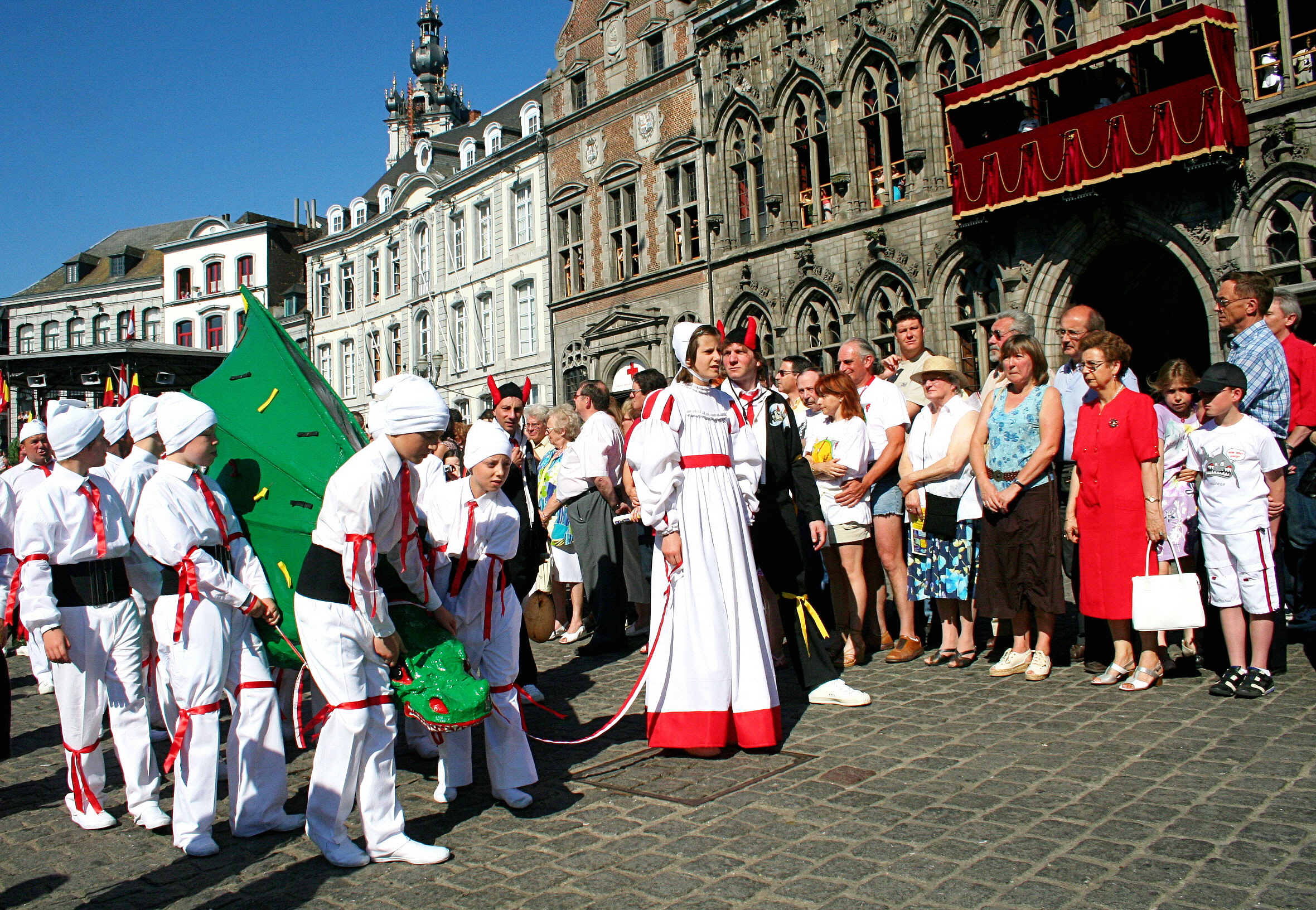
Les mêmes devant l'hôtel de ville.
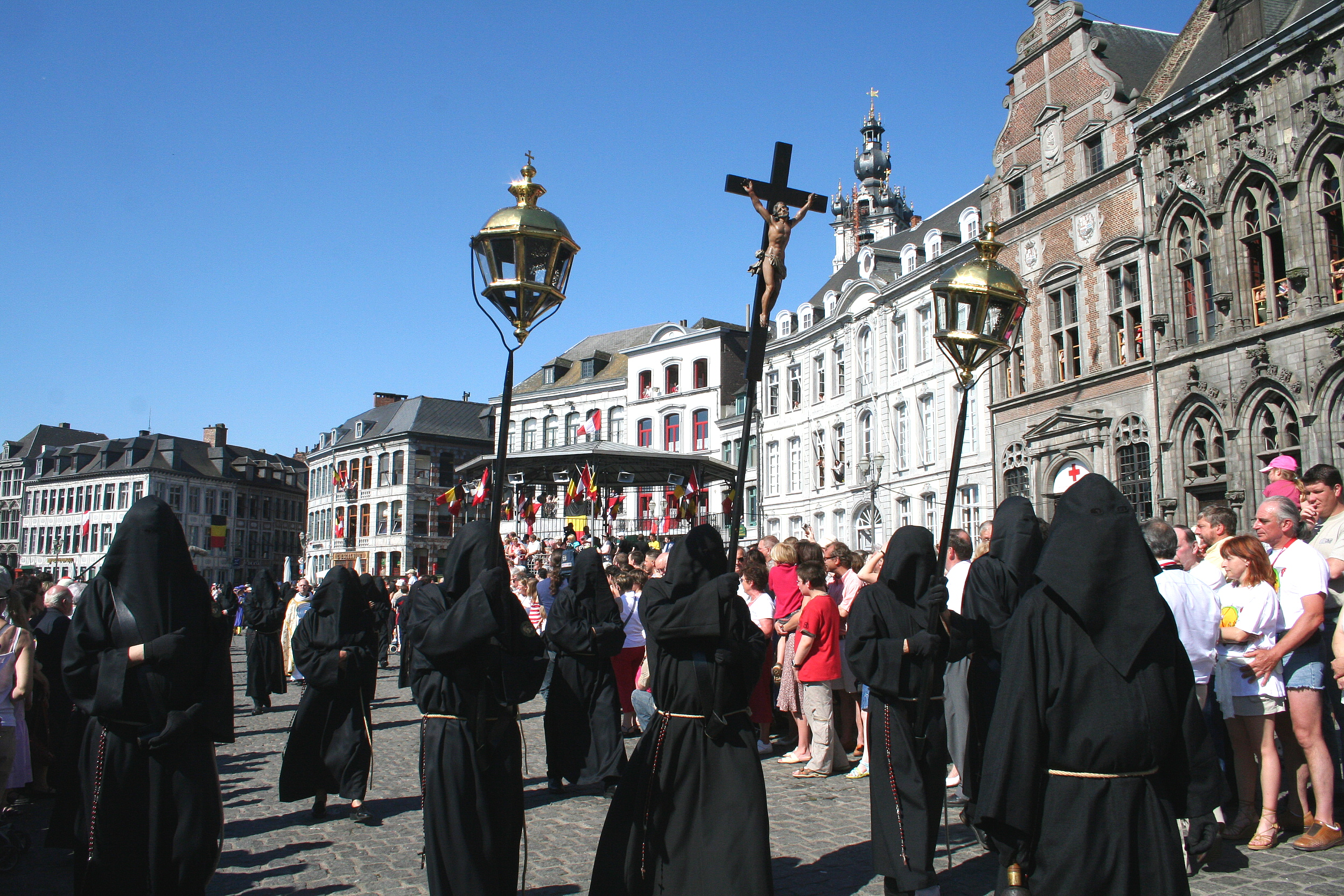
La confrérie des Beubeux.